# Pleuronodes
Pleuronodes là một chi bướm đêm thuộc họ Erebidae.